# Sylvester Graham
Sylvester Graham, född 5 juli 1794 i Suffield, Connecticut, som det sjuttonde barnet till en präst, och död 11 september 1851, var en amerikansk nykterhetspredikant, författare och en av de främsta förkämparna för vegetarianismen. Han uppfann 1829 grahamsmjölet och var 1850 medgrundare till American Vegetarian Society.

## Biografi
År 1826 prästvigdes Graham. Det så kallade grahamsmjölet, grahamskexet och grahamsbrödet har namn efter honom. Enligt Grahams recept från 1829  bakades brödet av sammanmalet fint och grovt vetemjöl utan jäst, salt och kryddor. I nutida svenskt språkbruk är emellertid grahamsbröd något annat – ordinärt jäst matbröd bakat med grahamsmjöl.
Grahams anhängare i USA betecknades som grahamiter och verkade för en sundare livsföring. De inspirerade andra hälsoprofeter, som till exempel bröderna Kellogg.